# Kurt Cuno
Pour les articles homonymes, voir Cuno.
Kurt Cuno (27 août 1896 à Deux-Ponts - 14 juillet 1961 à Munich) est un Generalleutnant allemand qui a servi au sein de la Heer dans la Wehrmacht pendant la Seconde Guerre mondiale.
Il a été récipiendaire de la croix de chevalier de la croix de fer. Cette décoration est attribuée pour récompenser un acte d'une extrême bravoure sur le champ de bataille ou un commandement militaire avec succès.

## Biographie
Kurt Cuno est le fils de l'ancien conseiller d'État Friedrich Cuno et de son épouse Anna, née Krammann. Il s'engage dans l'armée bavaroise le 4 février 1915, pendant la Première Guerre mondiale, en tant que volontaire sous les drapeaux. Il est arrivé au 2e dépôt de recrues du 4e bataillon royal bavarois du génie de réserve à Ingolstadt.
Kurt Cuno est capturé par les forces Alliés en 1945 et reste en captivité jusqu'en 1947.

## Décorations
- Croix de fer (1914)
  - 2e classe
  - 1re classe
- Insigne des blessés (1914)
  - en Noir
- Croix d'honneur
- Médaille des Sudètes
- Agrafe de la croix de fer (1939)
  - 2e classe (1er juillet 1941)
  - 1re classe (10 juillet 1941)
- Insigne de combat des blindés
- Médaille du Front de l'Est
- Croix allemande en or (14 janvier 1942)
- Croix de chevalier de la croix de fer
  - Croix de chevalier le 18 janvier 1942 en tant que oberst et commandant du Panzer-Regiment 39[1]